# バイオハザード4 地下世界
『バイオハザード4 地下世界』（バイオハザード4 ちかせかい）は、カプコンのゲームソフト『バイオハザードシリーズ』をS・D・ペリーが小説化したホラーゲームノベライズ。シリーズ第4弾である。作者S・D・ペリーによるオリジナルストーリー。翻訳は野下祥子。

## 出版経緯
- 2005年（平成17年）　『バイオハザード4 地下世界』が中央公論新社C★NOVELSより刊行。

書籍情報
バイオハザード4 地下世界 2005年 ISBN 4125008981

## あらすじ
ラクーンシティの壊滅から生還したレオンとクレアは街の偵察に訪れたデヴィッドたちと合流し、S.T.A.R.S.の活動に加わることになる。彼らはヨーロッパのクリスらと合流するべくチャーター機に乗り込むが、トレントによって乗っ取られてしまう。彼らはそこでトレントからユタ州の砂漠に存在する生物兵器のテストのための地下施設の存在を聞かされる。そこにはアンブレラのコンピューターにアクセスするためのアクセスコードを収録した「コードブック」という品が保管されており、施設が稼働していない今しか奪取は不可能であるらしい。彼らは施設に侵入を試みるが感づかれ、部隊は地上と地下に分断されてしまう。

## 登場キャラクター

### 登場人物
- 新米警官 - レオン・S・ケネディ（Leon Scott Kennedy）
- クリスの妹 - クレア・レッドフィールド（Claire Redfield）

### S.T.A.R.S.の元隊員たち
- レベッカ・チェンバース（Rebecca Chambers）
- デヴィッド・トラップ
- ジョン・アンドリューズ

### ホワイト・アンブレラ幹部
- ジェイ・レストン
- ジャクソン・コートランド
- シドニー
- ルイス

### 館からの生還者たち
- クリス・レッドフィールド（Chris Redfield）
- ジル・バレンタイン（Jill Valentine）
- バリー・バートン（Barry Burton）
- ブラッド・ヴィッカース（Brad Vickers）

### その他
- 謎の男 - トレント
- 技術者 - ヘンリー・コール